# Basse vallée du Connecticut

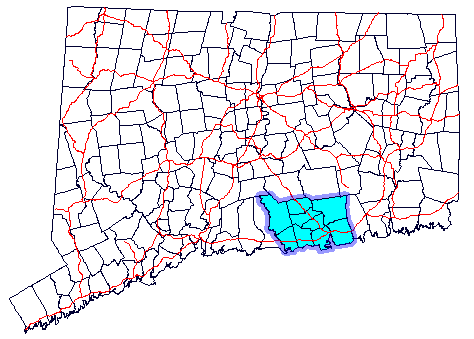
Carte du Connecticut montrant la région de l'estuaire du fleuve Connecticut.

La basse vallée du fleuve Connecticut est une région de l'État du Connecticut où le fleuve Connecticut se jette dans le Long Island Sound. La région comprend des villes du comté de Middlesex et de la frange ouest du comté de New London. Elle est située dans les parties centrale et sud-est de l'État et couvre dix-sept villes : Chester, Clinton, Cromwell, Deep River, Durham, East Haddam, East Hampton, Essex, Haddam, Killingworth, Lyme, Middlefield, Middletown, Old Lyme, Old Saybrook, Portland et Westbrook.
La route 154 (anciennement la route 9A) longe le fleuve, depuis Middletown jusqu'à Old Saybrook. La  route panoramique est populaire auprès des touristes en moto. La State Route 9 traverse Cromwell et Middletown et va jusqu'à la rive, où elle rejoint l'autoroute Interstate 95, à Old Saybrook.
La région est connue pour son paysage pittoresque en bord du fleuve, pour ses petites villes et ses attractions touristiques telles que le l'opéra Goodspeed, le train à vapeur d'Essex, des parcs et des terrains de golf. Middletown, la plus grande ville de la région, est néanmoins l'une des plus petites du Connecticut. L'université Wesleyan s'y trouve.

## Histoire
En 1984, des fouilles archéologiques dans la région indiquent qu'elle était habitée depuis 8000 av. J.-C.